# 博巴娜·韦利奇科维奇
博巴娜·韦利奇科维奇（1990年1月25日—2020年6月21日），塞尔维亚女子射击运动员。

## 生平
1990年生于博尔。1999年开始射擊运动专业训练。2012年代表塞尔维亚参加伦敦奥运会女子10米空氣手槍比賽预赛，以379的总分位居第22名，未能晋级决赛。2016年参加里约热内卢奥运会，在10公尺空氣手槍比賽中进入决赛，最终获得第7名；在25公尺手槍比賽预赛中获得576分，位居第21名，未能晋级决赛。
2020年6月21日，因分娩时的妊娠毒血症等并发症逝世。